# Poesjkinskaja (metrostation Sint-Petersburg)
Poesjkinskaja (Russisch: Пушкинская) is een station van de metro van Sint-Petersburg. Het station maakt deel uit van de Kirovsko-Vyborgskaja-lijn en werd geopend op 30 december 1956, hoewel het tracé waaraan het ligt al ruim een jaar eerder (15 november 1955) in gebruik werd genomen. Problemen bij de bouw van de roltrapschacht waren de oorzaak van de vertraagde opening. Het metrostation bevindt zich onder de Zagorodnyj prospekt, aan de rand van het stadscentrum, nabij het Vitebski-spoorwegstation. Zijn naam dankt station Poesjkinskaja aan de spoorlijn die het Vitebski-station verbindt met de stad Poesjkin, waar de Russische dichter Aleksandr Poesjkin zijn middelbareschooltijd doorbracht. In de planningsfase werd het station Vitebskaja genoemd.
Het station ligt 57 meter onder de oppervlakte en beschikt over een perronhal die door arcades van de sporen wordt gescheiden. Het bovengrondse toegangsgebouw bevindt zich aan de Zagorodnyj prospekt, naast het Vitebski-station. Als thema voor de inrichting was oorspronkelijk de spoorlijn naar Tsarskoje Selo (het huidige Poesjkin), de eerste spoorlijn in Rusland, gedacht, maar uiteindelijk werd besloten het station aan Aleksandr Poesjkin op te dragen. Aan het einde van de perronhal is een standbeeld van de dichter geplaatst, voor een schilderij van het park van Tsarskoje Selo; boven de roltrappen is een portret van Poesjkin in bas-reliëf aangebracht. De wanden van de perronhal zijn bekleed met wit marmer, de vloer is afgewerkt met donkerrode natuursteen.
Sinds 20 december 2008 is Poesjkinskaja zal het overstappunt tussen de lijnen 1 en 5, waarbij ondergronds een verbindingsgang tussen de respectievelijke perrons loopt terwijl de roltrappen in de verschillende toegangsgebouwen, die in andere straten liggen, uitkomen.